# Robert Gaguin

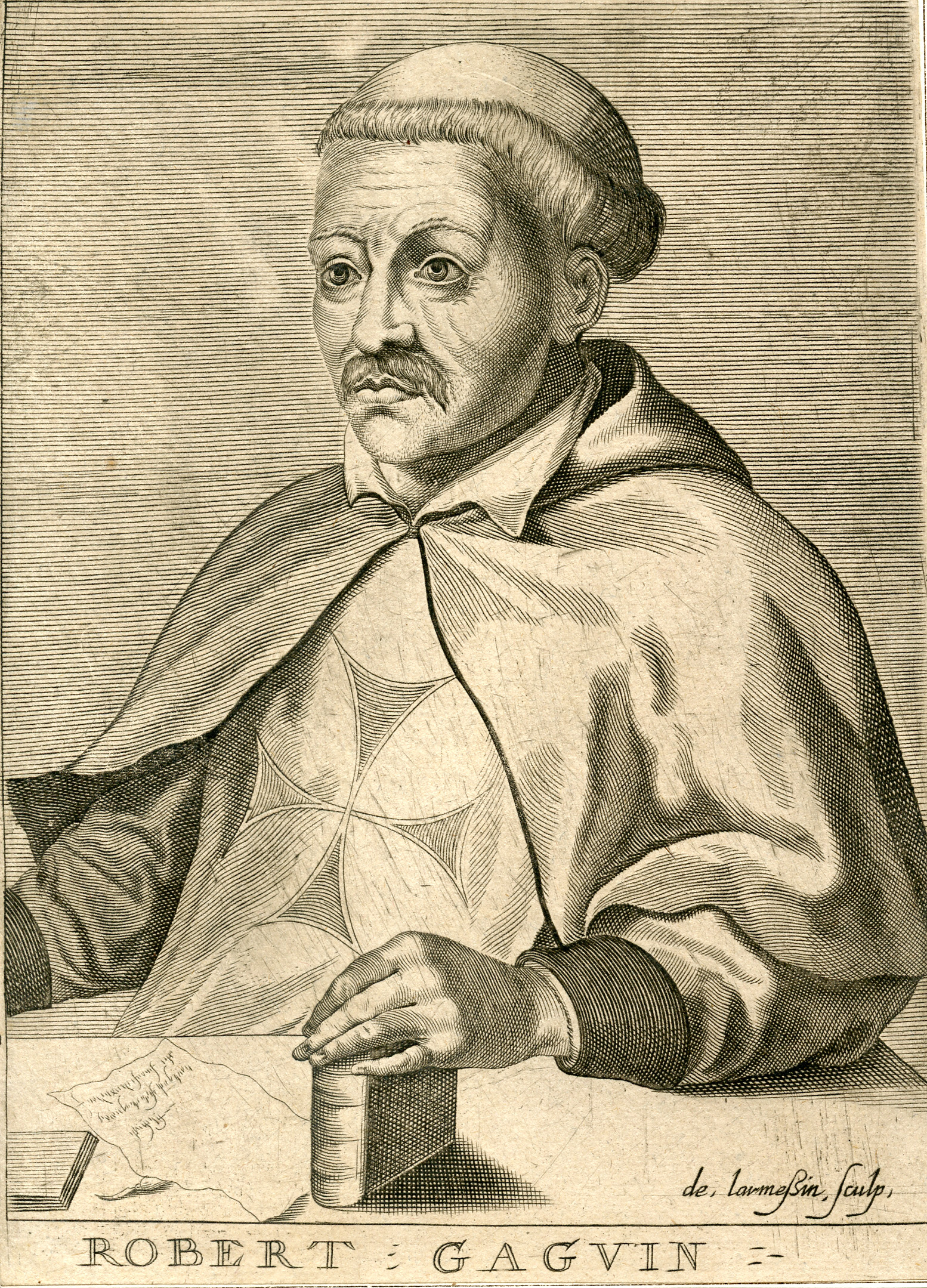
Robert Gaguin

Robert Gaguin (1433 - 22 mei 1501) was een Frans historiograaf en humanist. Hij was een leidende figuur binnen het Parijse humanisme en had invloed op onder andere Erasmus en Giovanni Pico. Hij was eveneens lid van de Orde van de Allerheiligste Drie-eenheid.
Hij werd lid van de Trinitariërs in Artois en werd in 1457 naar de Sorbonne gestuurd om zijn studie af te werken, waarna hij professor werd in de retorica en het canoniek recht. Hij hervormde ook zijn orde, waarvan hij in 1473 hoofd werd.
Als humanist steunde hij, weinig succesvolle, pogingen om het Latijn te verbeteren, en steunde hij Fichet toen die in 1470 de eerste Parijse drukkerij oprichtte. Hij was een van de belangrijkste steunpilaren van het Parijse humanisme, en had een grote invloed op buitenlandse humanisten, zoals Erasmus. Op theologisch vlak ijverde hij voor een spirituelere en meer gevoelsmatige theologie, en poogde hij christelijke invloed binnen de klassieke studiën te ontwaren.
Hij heeft vrij veel geschriften nagelaten, waaronder vertalingen van klassieke werken (Caesar en Livius), verhandelingen over de Onbevlekte Ontvangenis, brieven en zelfs een politiek vlugschrift in het Frans. Zijn meest bekende werk was echter het compendium, een eerste geschiedenis van Frankrijk vanuit humanistisch standpunt.